# Bo (lenguaje)
La palabra bo es una muletilla que se utiliza informalmente para llamar la atención en Uruguay. Es similar a las expresiones «che»,  «oye» y «hey», entre otras. La variante bo, casi siempre sin tilde, es la forma que hoy en día se ha impuesto, a pesar de ser mucho más novedosa que vo.

## Uso
Su uso es exclusivo de Uruguay y comparte su lugar de muletilla con el «che». Por lo tanto, es común la alternancia entre ambos. Incluso se pueden usar de forma combinada, como en «che, bo»
En Uruguay, el uso de la expresión denota confianza y es utilizada para enfatizar; para llamar, detener, pedir la atención a alguien, o para demostrar asombro o sorpresa. Una típica expresión uruguaya es: «¡Vamo' arriba, bo!» expresando euforia y dando aliento.
Ejemplos escritos del uso de bo:
- Letra de Bo cartero, canción del Cuarteto de Nos
- Letra de Murguita, canción de Los Piojos

## Controversia bo/vo
Dado que no se sabe con seguridad el origen de la palabra, algunos sostienen que no es bo como debe escribirse sino que es vo.
Algunos atribuyen que bo deriva del sustantivo "botija", modismo uruguayo usado como sinónimo de niño, chico, muchacho o persona joven, mientras que otros sostienen que deriva del gallego «bo», que significa bueno. Ninguna de estas dos hipótesis cuenta con respaldo documental ni factual.
A su vez, algunos otros atribuyen que vo es un apócope de «vos», con la «s» omitida.
Argumentos a favor del bo
La teoría de dicha muletilla escrita vo, parecería no ser correcta cuando se la aplica en uno de los usos cotidianos que se le da en el hablar de los uruguayos, ejemplos: «¡Qué hambre que tengo, bo!» o «Bo, ¿ustedes salieron a comer anoche?».
Este argumento se sostiene en que si la palabra derivara del «vos», la frase carecería de sentido dado que sería como decir «¡Qué hambre que tengo, vos!» o «Vos, ¿ustedes salieron a comer anoche» pero como el vocablo «che» puede utilizarse de la misma forma, este argumento carece de validez. 
Sin embargo si se la aplica con el «bo» quedaría gramaticalmente correcta, «¡Qué hambre que tengo, botija!» o «Botijas, ¿ustedes salieron a comer anoche?».
Otro argumento a favor de que la palabra debería escribirse con la letra B, es que la palabra «vos» no puede utilizarse como vocativo[cita requerida], y si «vo» proviniese de la omisión de la «s» de «vos» resultaría contradictorio.
Sin embargo al usar la muletilla, a esta no se le atribuye a la palabra «botija».
Argumentos a favor del vo
La similitud fonética hace mucho más factible que el origen del vocablo «vo», sea «vos». 
Algunas corrientes lingüísticas afirman que es un derivado de la palabra você en portugués.
El uso del vocablo en el lenguaje cotidiano es idéntico al de «che». Lo que indica que se trata de una sustitución del «che», por intermedio de la frase todavía común «Che vos»/"Che vo'» que se utiliza con el mismo sentido que cualquiera de las dos palabras por separado, perdiéndose luego el «che» por simplificación.